# Click-ID
Click-ID is van origine een Belgische televisieserie en werd vanaf 23 februari 2009 uitgezonden door de Vlaamse televisiezender Ketnet. De serie gaat over enkele studenten die samen, naast hun studie, een website beheren.
In februari 2010 begon het tweede en laatste seizoen.
Click-ID behoorde tot een reeks van drie jeugdsitcoms, waarvan W817 en En daarmee basta! al eerder werden uitgezonden. Click-ID is de laatste en minst succesvolle in deze reeks. Waar de andere twee nog 5 seizoenen haalden, werd Click-ID al na 2 seizoenen stopgezet.

## Acteurs

### Hoofdpersonages
- Jef (Jeffrey) Bosschaerts - Jenne Decleir
- Bas (Sebastien) Verdonck - Jan Van den Bosch
- Perry - Kristof Verhassel
- Caro (Caroline) - Evelien Broekaert
- Aiko Lemmens - Marianne Devriese
- Nathalie Verdonck - Lotte Pinoy
- Monique Verdonck - Tine Embrechts
- George Verdonck - Vic De Wachter

### Gastrollen

#### Terugkerende gastrollen
| Rol            | Acteur                 |
| -------------- | ---------------------- |
| Bram           | Greg Timmermans        |
| Johan Verboven | Warre Borgmans         |
| Sven           | Robrecht Vanden Thoren |

#### Eenmalige gastrollen
| Aflevering | Rol              | Acteur              |
| ---------- | ---------------- | ------------------- |
| 2          | Baas cultuurcafé | Eddy Vereycken      |
| 3          | Sigrid           | Amara Reta          |
| 3          | Tinne            | Liesje De Backer    |
| 3          | Bart             | Jeroen Lenaerts     |
| 3          | Steve            | Sam De Bruyn        |
| 5          | Wesley           | Steve Geerts        |
| 5          | Kevin            | Bart Huysentruyt    |
| 5          | Marco            | Gilles De Schryver  |
| 5          | Niels            | Kevin Bellemans     |
| 5          | Gwen             | Layla El-Dekmak     |
| 5          | Cindy            | Lindsay Bervoets    |
| 6          | Japanner         | Jan Fonteyn         |
| 6          | Michelle         | Griet Desutter      |
| 7          | Amber            | Sarah Vangeel       |
| 7          | Meisje 1         | Darya Kuznetsova    |
| 7          | Meisje 2         | Sofie Bonte         |
| 7          | Evelien          | Lore De Jonckheere  |
| 7          | Kruier           | Jo Hens             |
| 9          | Kunstenaar       | Door Van Boeckel    |
| 9          | Gerry            | Aimé Anthoni        |
| 9          | Manager          | Lieven Pattyn       |
| 10         | Rudy             | Rudy Morren         |
| 10         | Phille           | Louis Talpe         |
| 11         | Eva              | Griet Dobbelaere    |
| 15         | Professor        | Reinhilde Van Driel |
| 15         | Sul              | Nicolas Leten       |
| 19         | Lenny            | Steven Boen         |
| 19         | Mike             | David Cantens       |

## Trivia
- Jenne Decleir, die in de sitcom de rol van Jeff Boschaerts vertolkt, was ook al te zien in een van de voorgangers. Hij speelde Carlo in W817.
- Marianne Devriese, die in de sitcom de rol van Aiko vertolkt, was ook al te zien in een van de voorgangers. Ze speelde Laura in En daarmee basta!.
- De twee voorgangers, W817 en En daarmee basta!, kregen alle twee een stripreeks. Click-ID niet.